# Lérouville
Lérouville est une commune française située dans le département de la Meuse, en région Grand Est.

## Géographie

### Communes limitrophes
| Vadonville          | Pont-sur-Meuse | Pont-sur-Meuse |
| Vadonville          | Lérouville     | Pont-sur-Meuse |
| Chonville-Malaumont | Commercy       | Commercy       |

### Hydrographie
La commune est dans le bassin versant de la Meuse au sein du bassin Rhin-Meuse. Elle est drainée par le canal de l'Est Branche-Nord, la Meuse et le ruisseau de Chonville,.
Le canal de l'Est Branche-Nord, d'une longueur de 141 km, est un chenal et un cours d'eau naturel navigable qui relie Givet à Troussey, où il rejoint le canal de la Marne au Rhin. 
La Meuse, d'une longueur de 486 km dans sa partie française, est un fleuve européen qui prend sa source en France, dans la commune du Châtelet-sur-Meuse, à 409 mètres d'altitude, et se jette dans la mer du Nord après un cours long d'approximativement 950 kilomètres traversant la France, la Belgique et les Pays-Bas. Les caractéristiques hydrologiques de la Meuse sont données par la station hydrologique située sur la commune de Commercy. Le débit moyen mensuel est de 22,9 m3/s. Le débit moyen journalier maximum est de 473 m3/s, atteint lors de la crue du 31 décembre 2001. Le débit instantané maximal est quant à lui de 598 m3/s, atteint le même jour.
Le ruisseau de Chonville, d'une longueur de 16 km, prend sa source dans la commune de Méligny-le-Grand et se jette  dans la Meuse sur la commune, après avoir traversé quatre communes. 

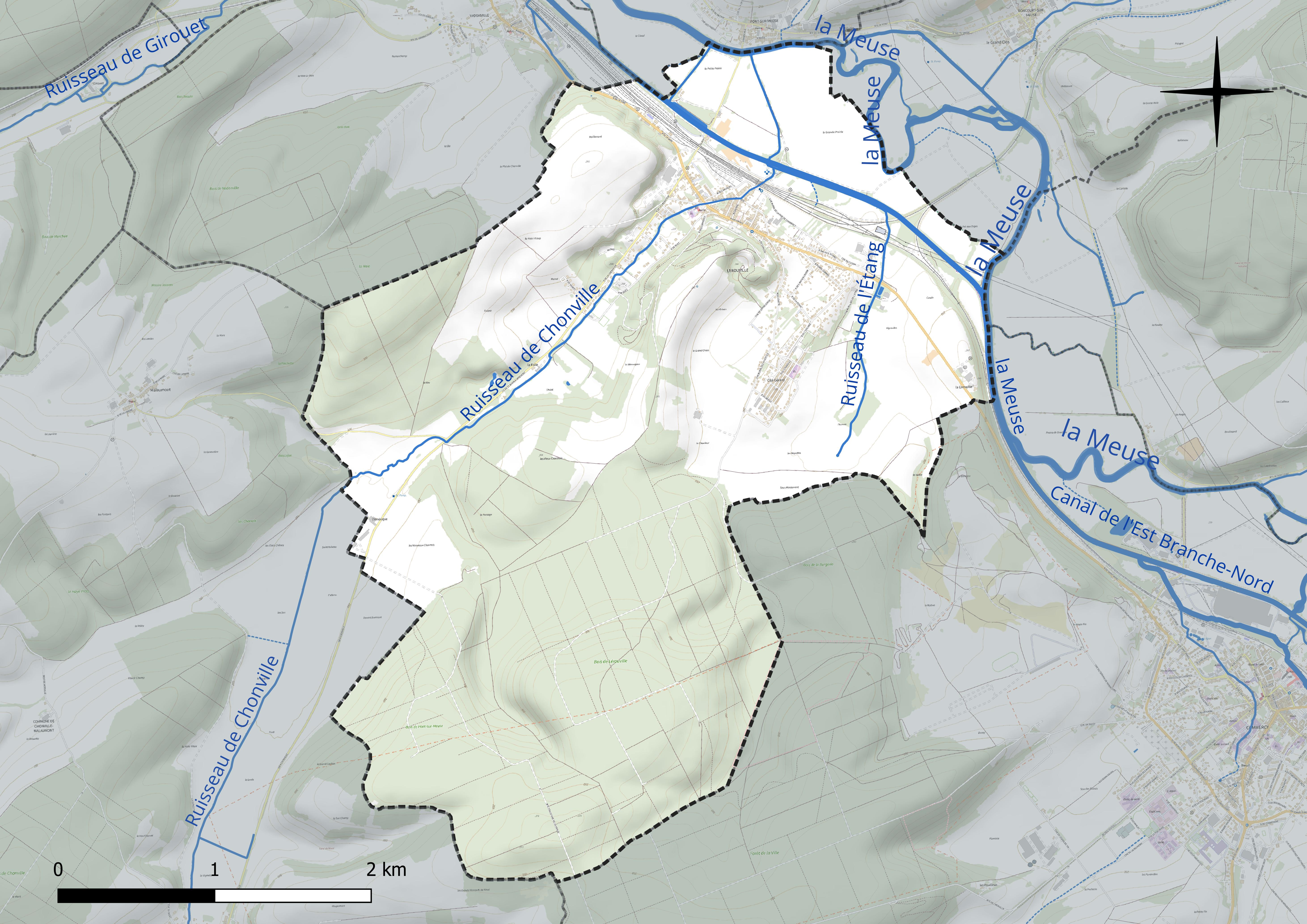
Réseau hydrographique de Lérouville.

### Climat
Pour des articles plus généraux, voir Climat du Grand Est et Climat de la Meuse.
En 2010, le climat de la commune est de type climat de montagne, selon une étude du Centre national de la recherche scientifique s'appuyant sur une série de données couvrant la période 1971-2000. En 2020, Météo-France publie une typologie des climats de la France métropolitaine dans laquelle la commune est exposée à un climat océanique altéré et est dans la région climatique  Lorraine, plateau de Langres, Morvan, caractérisée par un hiver rude (1,5 °C), des vents modérés et des brouillards fréquents en automne et hiver. 
Pour la période 1971-2000, la température annuelle moyenne est de 9,7 °C, avec une amplitude thermique annuelle de 16,2 °C. Le cumul annuel moyen de précipitations est de 980 mm, avec 13,8 jours de précipitations en janvier et 9,5 jours en juillet. Pour la période 1991-2020, la température moyenne annuelle observée sur la station météorologique de Météo-France la plus proche, « Erneville aux Bois_sapc », sur la commune d'Erneville-aux-Bois à 11 km à vol d'oiseau, est de 9,9 °C et le cumul annuel moyen de précipitations est de 1 021,5 mm. 
La température maximale relevée sur cette station est de 39,4 °C, atteinte le 25 juillet 2019 ; la température minimale est de −24,2 °C, atteinte le 18 février 1956,,. 
Les paramètres climatiques de la commune ont été estimés pour le milieu du siècle (2041-2070) selon différents scénarios d'émission de gaz à effet de serre à partir des nouvelles projections climatiques de référence DRIAS-2020. Ils sont consultables sur un site dédié publié par Météo-France en novembre 2022.

## Urbanisme

### Typologie
Au 1er janvier 2024, Lérouville est catégorisée bourg rural, selon la nouvelle grille communale de densité à sept niveaux définie par l'Insee en 2022.
Elle est située hors unité urbaine. Par ailleurs la commune fait partie de l'aire d'attraction de Commercy, dont elle est une commune de la couronne,. Cette aire, qui regroupe 19 communes, est catégorisée dans les aires de moins de 50 000 habitants,.

### Occupation des sols
L'occupation des sols de la commune, telle qu'elle ressort de la base de données européenne d’occupation biophysique des sols Corine Land Cover (CLC), est marquée par l'importance des forêts et milieux semi-naturels (51,3 % en 2018), en augmentation par rapport à 1990 (49,6 %). La répartition détaillée en 2018 est la suivante : 
forêts (38,1 %), terres arables (26,7 %), milieux à végétation arbustive et/ou herbacée (13,2 %), prairies (12,2 %), zones urbanisées (7,7 %), zones agricoles hétérogènes (1,3 %), zones industrielles ou commerciales et réseaux de communication (0,8 %). L'évolution de l’occupation des sols de la commune et de ses infrastructures peut être observée sur les différentes représentations cartographiques du territoire : la carte de Cassini (XVIIIe siècle), la carte d'état-major (1820-1866) et les cartes ou photos aériennes de l'IGN pour la période actuelle (1950 à aujourd'hui).

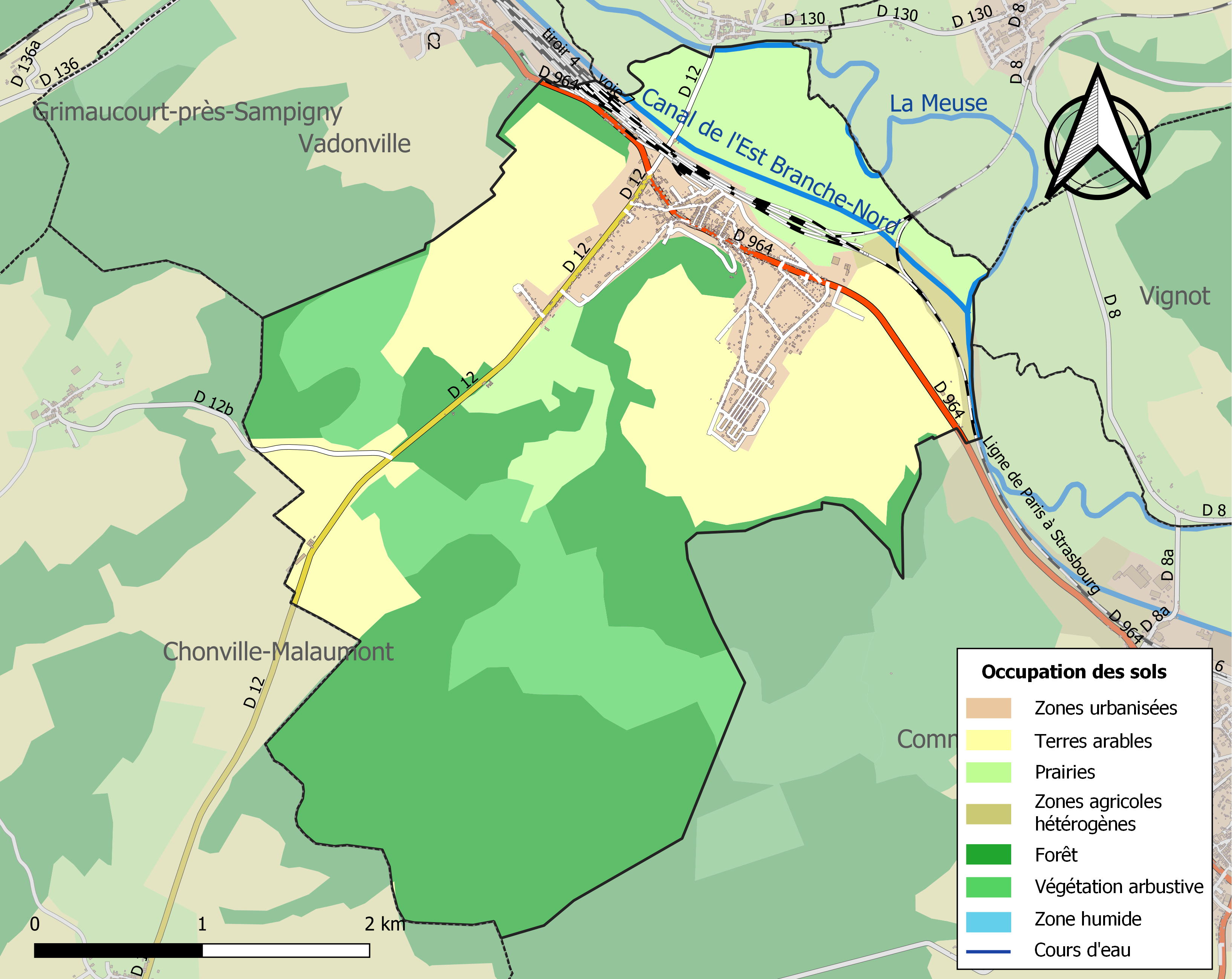
Carte des infrastructures et de l'occupation des sols de la commune en 2018 (CLC).

## Toponymie
Le nom de la localité est attesté sous les formes Leirouville (1373) ; Harlonville (1656) ; Relonville (1700) ; Leronville, Leronvilla (1711) ; Rélouville (1756) ; Leronis-villa (1756).

Lérouville, ville de « Lérou », en patois Relouville ou Relaueville, doit son origine à sa situation, qui se trouve à l’embranchement de la route de Saint-Mihiel et de l’ancienne voie romaine conduisant de Reims à Metz, par la vallée de Chonville et de la Woëvre[réf. nécessaire].

## Histoire

### Moyen Âge
Les actes les plus anciens font mention de Commercy en la donation de Ricuin, c'est-à-dire en 1100.
Après quoi les guerres ayant fait disparaître tous les documents, on ne retrouve le nom de Lérouville qu’en 1315 avec Jean Ier de Sarrebrück, seigneur de Commercy.
Les comtes de Chalons y possèdent aussi quelques terres. D'ailleurs une rue porte encore leur nom aujourd'hui, séjour probable des vassaux de cette portion de fief.
En 1336, Jean Ier de Sarrebrück vend tout ce qu'il possède à Lérouville, en « hommes, femmes et terres » à sa petite-fille Jehanne et octroie par une charte aux habitants l’affranchissement de la servitude où ils avaient vécu jusque-là.

### Époque contemporaine
Avant 1914, le 154e régiment d'infanterie de ligne tenait garnison à Lérouville.

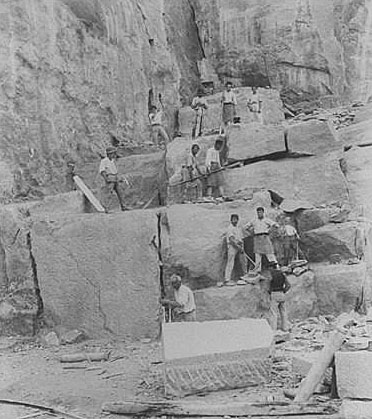
Carrière de Maillemont (1889).

Les carrières de Maillemont produisaient de la pierre d'Euville utilisée dans la construction de nombreux bâtiments de  Lorraine. C'est une pierre de calcaire à entroques beige rosé et jaunâtre du Jurassique supérieur (Oxfordien, -160 millions d'années).
En 1943, 19 déportés des camps de Drancy et Lévitan vers le camp d'Auschwitz - dont l'acteur Robert Manuel -  sautent du train en marche à Lérouville et ainsi sauvent leur vie.

## Politique et administration

### Tendances politiques et résultats
D'origine essentiellement ouvrière, la population lérouvilloise s'est longtemps démarqué des communes limitrophes par son ancrage à gauche, voire à l'extrême gauche. Ce n'est que depuis quelques années que l'on constate une attirance de l'électorat lérouvillois pour l'extrême droite et le populisme exclusif, phénomène que l'on peut aussi bien remarquer à l'échelle nationale.
| hwitz | 1er        | 2e           | 3e          | 4e         | 5e               |
| ----- | ---------- | ------------ | ----------- | ---------- | ---------------- |
| 2019  | RN 38,48 % | LREM 15,43 % | EÉLV 8,62 % | LFI 6,21 % | LR 5,61 %        |
| 2014  | FN 25,94 % | PS 19,88 %   | UMP 15,85 % | FG 10,66 % | UDI-MoDem 9,22 % |
| 2009  | PS 31,73 % | UMP 17,00 %  | NPA 11,61 % | EÉ 10,20 % | FN 6,52 %        |
| 2004  | PS 42,20 % | FN 10,22 %   | UDF 9,95 %  | UMP 9,14 % | Les Verts 5,91 % |

|      | 1er tour              | 1er tour                | 1er tour               | 1er tour               | 1er tour                   | 2e tour               | 2e tour               |
|      | 1er                   | 2e                      | 3e                     | 4e                     | 5e                         | 1er                   | 2e                    |
| ---- | --------------------- | ----------------------- | ---------------------- | ---------------------- | -------------------------- | --------------------- | --------------------- |
| 2017 | Le Pen (FN) 29,76 %   | Mélenchon (LFI) 23,68 % | Macron (EM) 16,67 %    | Fillon (LR) 12,70 %    | Dupont-Aignan (DLF) 6,08 % | Macron (EM) 52,29 %   | Le Pen (FN) 47,71 %   |
| 2012 | Hollande (PS) 30,69 % | Le Pen (FN) 23,59 %     | Sarkozy (UMP) 20,94 %  | Mélenchon (PG) 12,52 % | Bayrou (MoDem) 7,22 %      | Hollande (PS) 56,95 % | Sarkozy (UMP) 43,05 % |
| 2007 | Royal (PS) 31,04 %    | Sarkozy (UMP) 23,58 %   | Le Pen (FN) 13,74 %    | Bayrou (UDF) 13,51 %   | Besancenot (LCR) 6,75 %    | Royal (PS) 56,88 %    | Sarkozy (UMP) 43,12 % |
| 2002 | Jospin (PS) 20,41 %   | Le Pen (FN) 17,20 %     | Laguiller (LO) 12,54 % | Chirac (RPR) 12,24 %   | Besancenot (LCR) 7,43 %    | Chirac (RPR) 82,57 %  | Le Pen (FN) 17,43 %   |

### Liste des maires
| Période                                  | Période   | Identité                                   | Étiquette | Qualité        |
| ---------------------------------------- | --------- | ------------------------------------------ | --------- | -------------- |
| Les données manquantes sont à compléter. |           |                                            |           |                |
| avant 1968                               | ?         | Maurice Schmit                             | PCF       | Cheminot       |
| avant 1988                               | ?         | Charles Pinzano                            | PCF       |                |
| mars 2001                                | mars 2008 | Jacques Dodo                               |           |                |
| mars 2008                                | En cours  | Alain Vizot Réélu pour le mandat 2020-2026 | DVG       | Ancien employé |

## Population et société

### Démographie

#### Évolution démographique
L'évolution du nombre d'habitants est connue à travers les recensements de la population effectués dans la commune depuis 1793. Pour les communes de moins de 10 000 habitants, une enquête de recensement portant sur toute la population est réalisée tous les cinq ans, les populations de référence des années intermédiaires étant quant à elles estimées par interpolation ou extrapolation. Pour la commune, le premier recensement exhaustif entrant dans le cadre du nouveau dispositif a été réalisé en 2008.

En 2022, la commune comptait 1 380 habitants, en évolution de −4,76 % par rapport à 2016 (Meuse : −4,4 %, France hors Mayotte : +2,11 %).
| 1793 | 1800 | 1806 | 1821 | 1831 | 1836 | 1841 | 1846 | 1851 |
| ---- | ---- | ---- | ---- | ---- | ---- | ---- | ---- | ---- |
| 248  | 465  | 495  | 465  | 496  | 508  | 504  | 502  | 631  |

| 1856 | 1861 | 1866 | 1872 | 1876 | 1881  | 1886  | 1891  | 1896  |
| ---- | ---- | ---- | ---- | ---- | ----- | ----- | ----- | ----- |
| 567  | 605  | 698  | 725  | 982  | 1 128 | 1 088 | 2 613 | 2 874 |

| 1901  | 1906  | 1911  | 1921  | 1926  | 1931  | 1936  | 1946  | 1954  |
| ----- | ----- | ----- | ----- | ----- | ----- | ----- | ----- | ----- |
| 2 775 | 2 999 | 3 277 | 1 074 | 1 386 | 1 621 | 1 745 | 1 486 | 1 821 |

| 1962  | 1968  | 1975  | 1982  | 1990  | 1999  | 2006  | 2008  | 2013  |
| ----- | ----- | ----- | ----- | ----- | ----- | ----- | ----- | ----- |
| 1 791 | 1 727 | 1 582 | 1 442 | 1 373 | 1 389 | 1 461 | 1 485 | 1 476 |

| 2018  | 2022  | - | - | - | - | - | - | - |
| ----- | ----- | - | - | - | - | - | - | - |
| 1 418 | 1 380 | - | - | - | - | - | - | - |

## Culture locale et patrimoine

### Lieux et monuments
- Église Sainte-Walburge datée de 1826 en remplacement de l'ancienne qui était fortifiée.
- Monument aux morts.
- Gare de Lérouville.

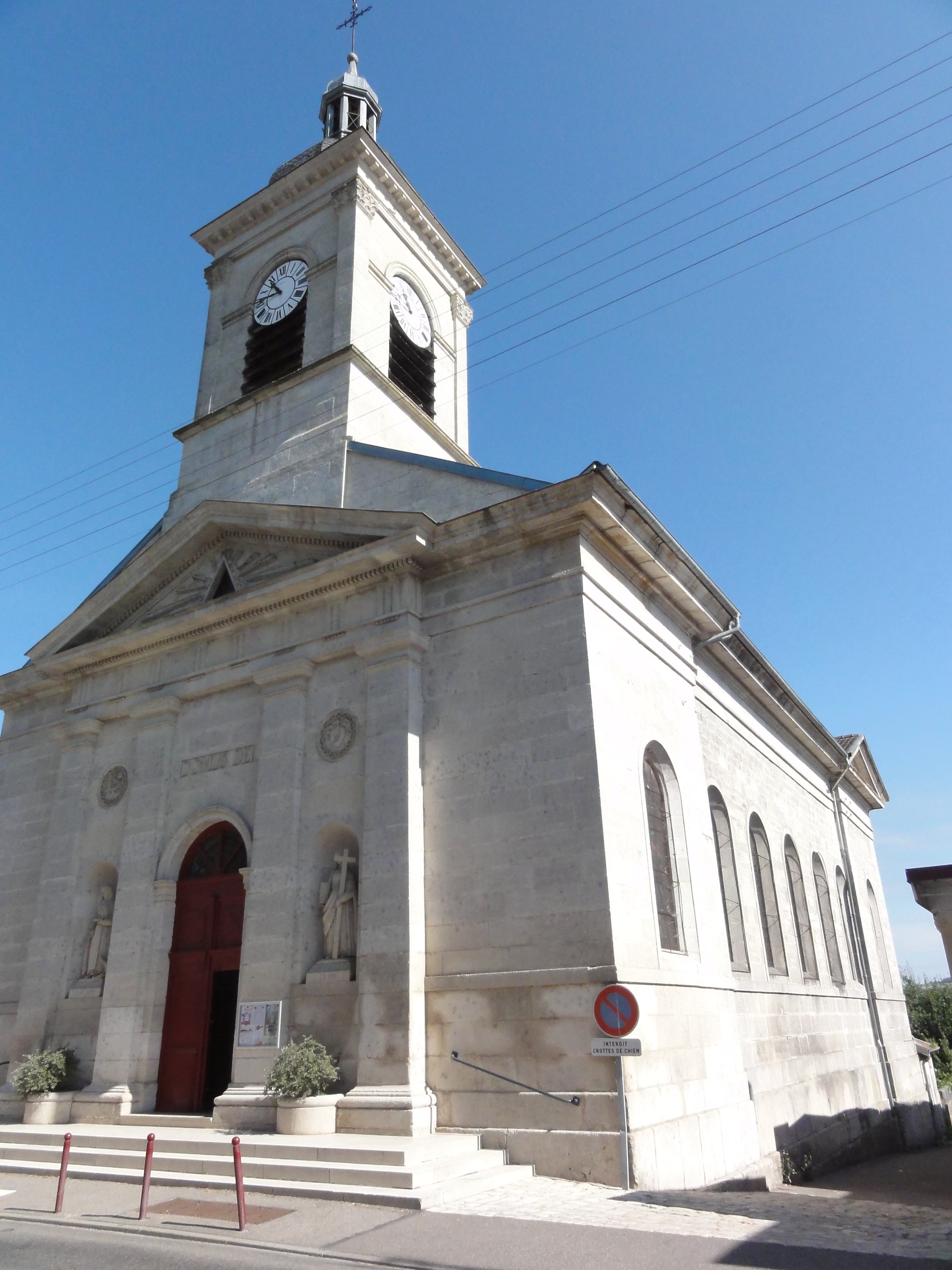
Église Sainte Walburge.
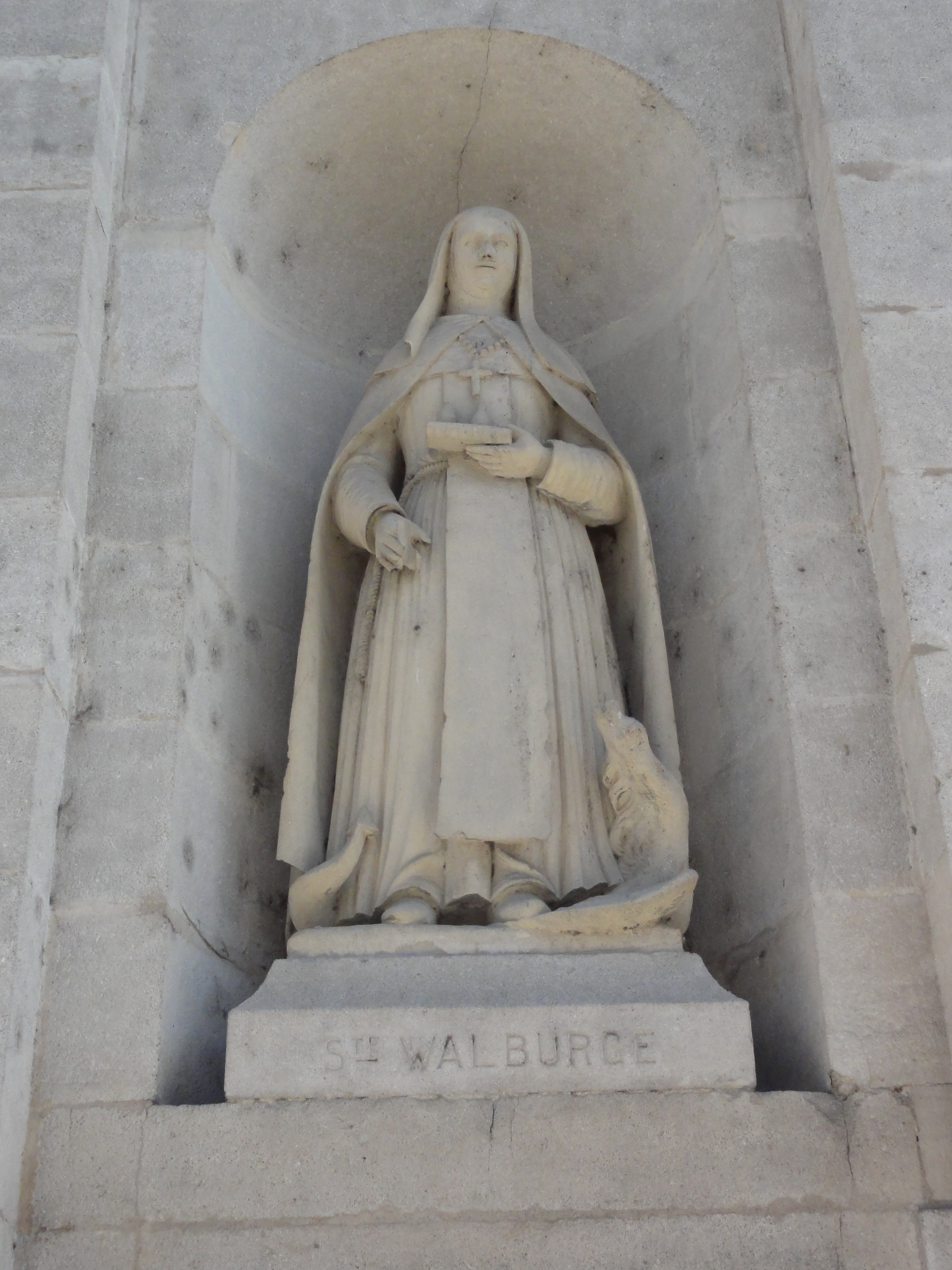
Statue de Sainte Walburge.
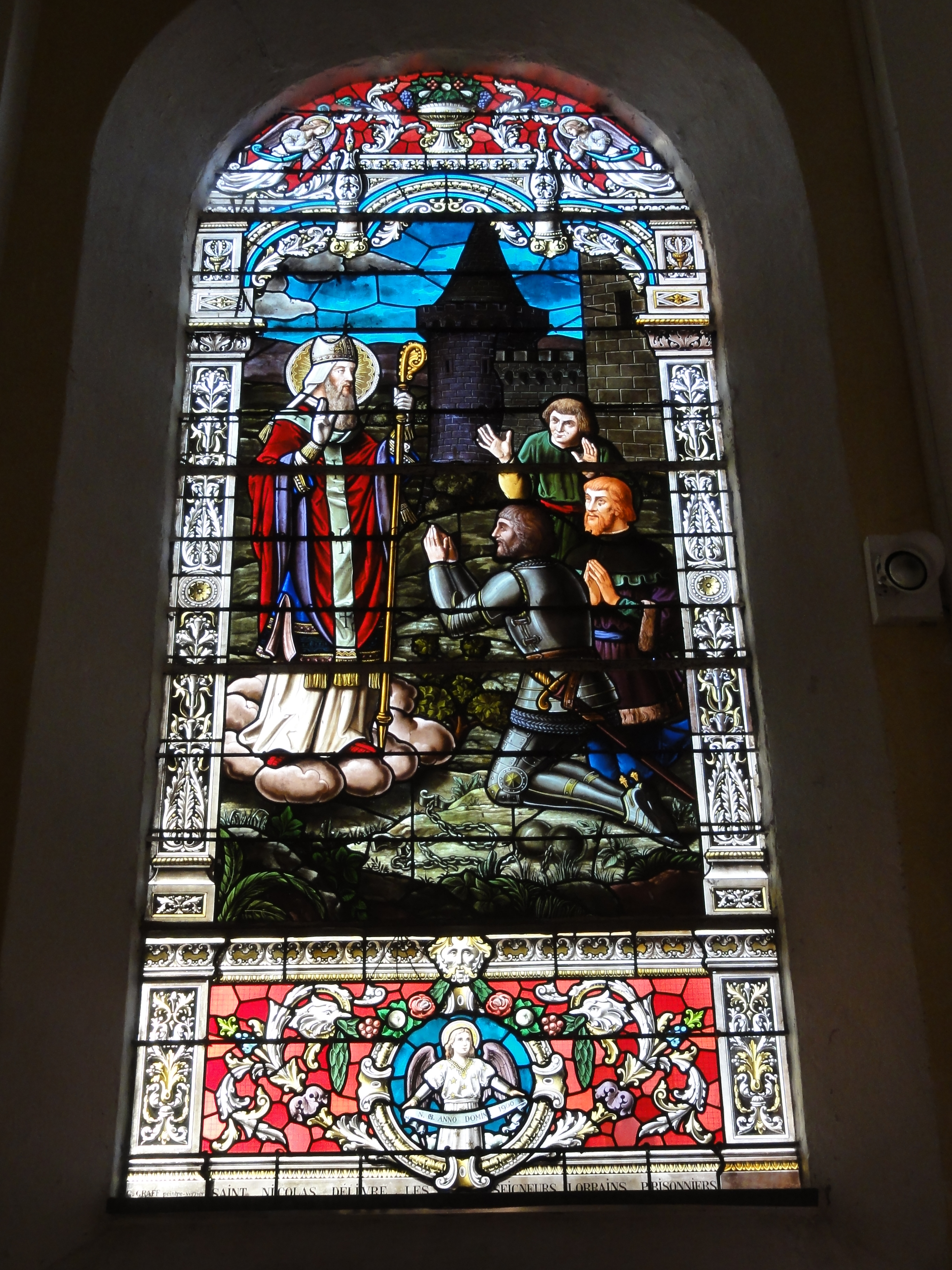
Vitrail Saint Nicolas de Myre délivrant miraculeusement des chavaliers.
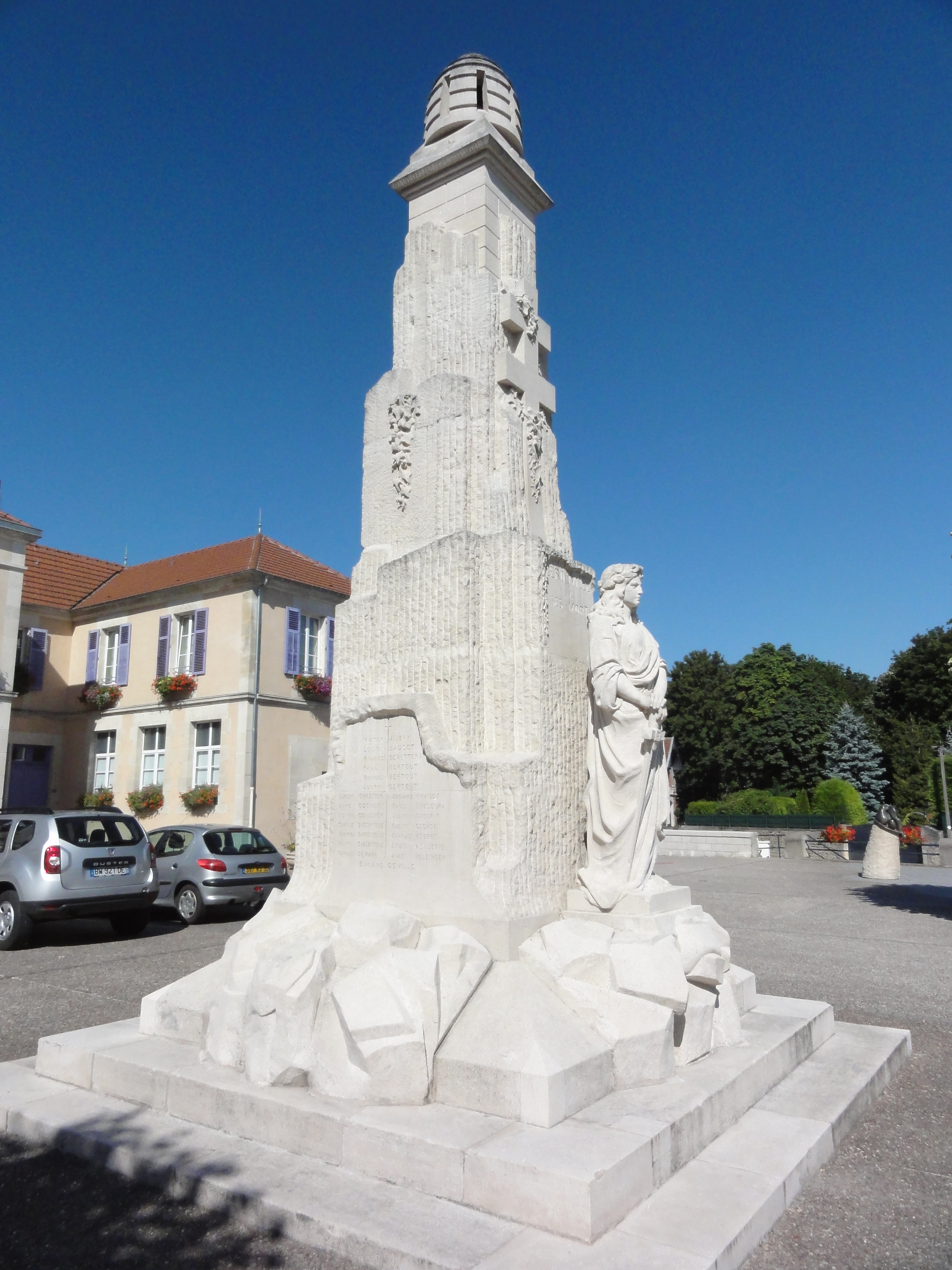
Monument aux morts.
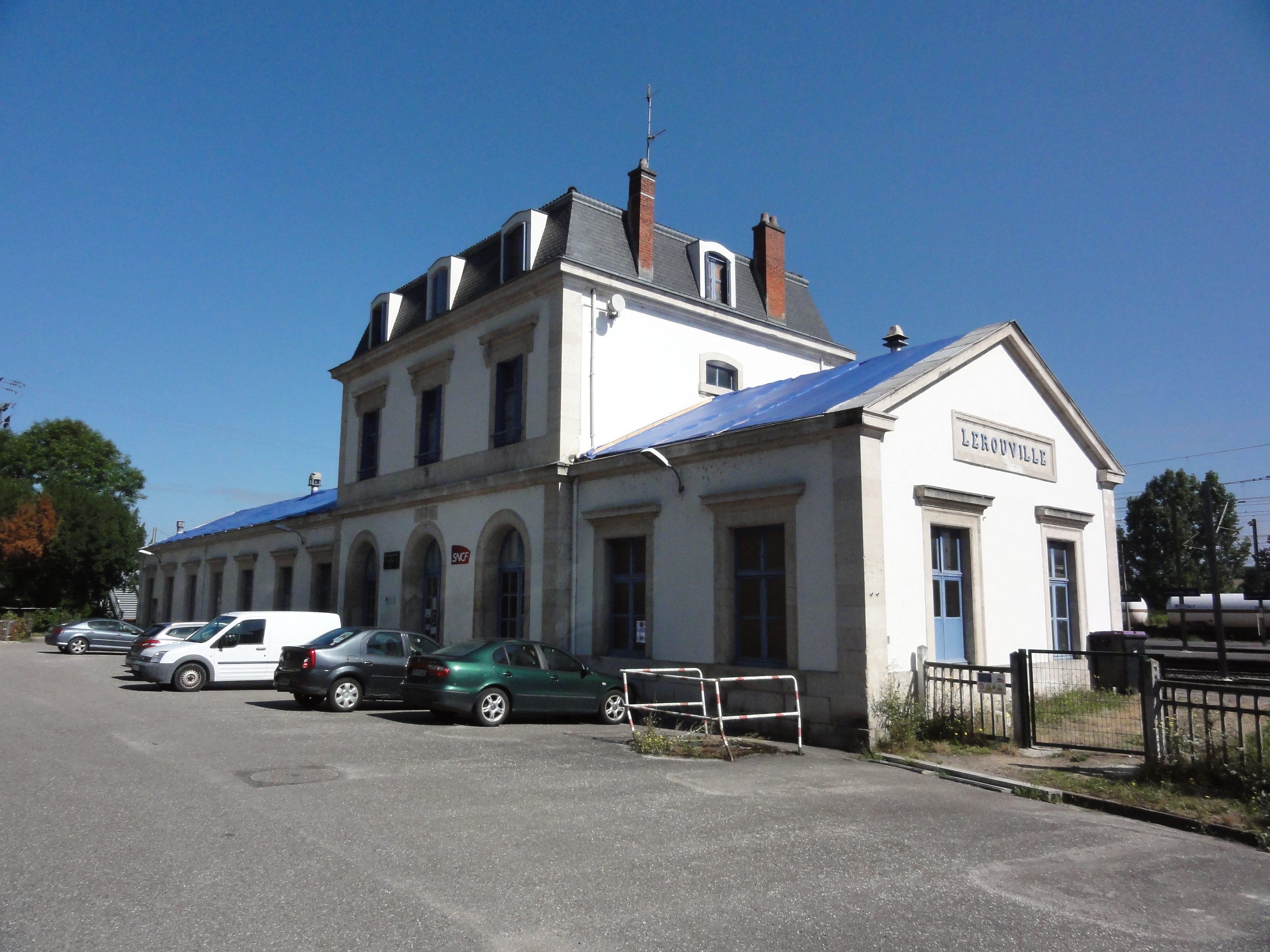
Gare de Lérouville.

- De multiples lieux d'escalades existent aux alentours du village et notamment un situé sur le « mont » très appréciés des grimpeurs.

### Personnalités liées à la commune
- Jean Cahen-Salvador s'évade du convoi No. 62, en date du 20 novembre 1943, l'emmenant du camp de Drancy vers Auschwitz près de Lerouville.

### Héraldique
| Blason de Lérouville | Blason  | D'azur à la fasce crénelée d'or, maçonnée de sable ; à l'émanche d'or mouvant du chef et chargée d'une quartefeuille de pourpre au bouton du champ bordé de gueules ; au pairle diminué d'argent brochant sur le tout. |
| Blason de Lérouville | Détails | Création de R.A. Louis avec les conseils de la commission héraldique de l'UCGL. Adopté par la commune en avril 2011.                                                                                                   |